# Moto Guzzi V11 Sport Rosso Mandello
La V11 Sport Rosso Mandello è la moto presentata dalla Moto Guzzi nel 2001 per celebrare gli 80 anni della casa di Mandello del Lario.
Si differenzia esteticamente dalle altre versioni delle V11, equipaggiate tutte con il classico motore bicilindrico a V, per cupolino e parafango anteriore in carbonio, coperchio valvole e telaietto su cui sono agganciate le pedane anodizzati di rosso. Un'altra differenza è la frizione che è a monodisco sinterizzato anziché la solita frizione a due dischi delle altre versioni.
È una serie limitata di 300 esemplari numerati e facilmente riconoscibili da un numero inciso sui fianchi della moto. Visto il successo, è stata fatta anche una seconda serie non numerata che ha un piccolo tricolore al posto del numero inciso. La quantità degli esemplari della seconda serie è ignota: si dice siano anche loro 300 o forse meno.
Meccanicamente non presenta particolari differenze dalle altre versioni del V11, il propulsore è raffreddato ad aria ed eroga 91CV a 7800 giri con una coppia motrice di 94Nm a 6000 giri.
L'impianto frenante fornito dalla Brembo è con doppio disco all'anteriore e singolo al posteriore, le sospensioni vedono una classica forcella con steli rovesciati da 40mm di diametro ed un monoammortizzatore al retrotreno. Il cambio a 6 marce è accoppiato con una trasmissione finale a giunto cardanico, soluzione classica della casa lariana.

## Caratteristiche tecniche
| Caratteristiche tecniche - Moto Guzzi V11 Sport Rosso Mandello         | Caratteristiche tecniche - Moto Guzzi V11 Sport Rosso Mandello                                             | Caratteristiche tecniche - Moto Guzzi V11 Sport Rosso Mandello                                             | Caratteristiche tecniche - Moto Guzzi V11 Sport Rosso Mandello                                             | Caratteristiche tecniche - Moto Guzzi V11 Sport Rosso Mandello                                             | Caratteristiche tecniche - Moto Guzzi V11 Sport Rosso Mandello                                             |
| Dimensioni e pesi                                                      | Dimensioni e pesi                                                                                          | Dimensioni e pesi                                                                                          | Dimensioni e pesi                                                                                          | Dimensioni e pesi                                                                                          | Dimensioni e pesi                                                                                          |
| ---------------------------------------------------------------------- | --- | --- | --- | --- | --- |
| Altezze                                                                | Sella: 800 mm                                                                                              | Sella: 800 mm                                                                                              | Sella: 800 mm                                                                                              | Sella: 800 mm                                                                                              | Sella: 800 mm                                                                                              |
| Interasse: 1471 mm                                                     | Interasse: 1471 mm                                                                                         | Massa a vuoto: 219 kg                                                                                      | Massa a vuoto: 219 kg                                                                                      | Serbatoio: 22 l                                                                                            | Serbatoio: 22 l                                                                                            |
| Meccanica                                                              | | | | | |
| Tipo motore: a 4 tempi bicilindrico a V di 90° montato trasversalmente | Tipo motore: a 4 tempi bicilindrico a V di 90° montato trasversalmente                                     | Tipo motore: a 4 tempi bicilindrico a V di 90° montato trasversalmente                                     | Tipo motore: a 4 tempi bicilindrico a V di 90° montato trasversalmente                                     | Raffreddamento: ad aria                                                                                    | Raffreddamento: ad aria                                                                                    |
| Cilindrata                                                             | 1.064 cm³                                                                                                  | 1.064 cm³                                                                                                  | 1.064 cm³                                                                                                  | 1.064 cm³                                                                                                  | 1.064 cm³                                                                                                  |
| Distribuzione: due valvole per cilindro                                | Distribuzione: due valvole per cilindro                                                                    | Distribuzione: due valvole per cilindro                                                                    | Alimentazione: iniezione elettronica                                                                       | Alimentazione: iniezione elettronica                                                                       | Alimentazione: iniezione elettronica                                                                       |
| Potenza: 91 cv a 7.800 giri - Coppia 94 Nm a 6.000 giri                | Potenza: 91 cv a 7.800 giri - Coppia 94 Nm a 6.000 giri                                                    | Coppia: | Coppia: | Rapporto di compressione:                                                                                  | Rapporto di compressione:                                                                                  |
| Frizione: monodisco sinterizzato                                       | Frizione: monodisco sinterizzato                                                                           | Frizione: monodisco sinterizzato                                                                           | Cambio: a 6 marce (sempre in presa)                                                                        | Cambio: a 6 marce (sempre in presa)                                                                        | Cambio: a 6 marce (sempre in presa)                                                                        |
| Accensione                                                             | digitale                                                                                                   | digitale                                                                                                   | digitale                                                                                                   | digitale                                                                                                   | digitale                                                                                                   |
| Trasmissione                                                           | ad albero con doppio giunto cardanico                                                                      | ad albero con doppio giunto cardanico                                                                      | ad albero con doppio giunto cardanico                                                                      | ad albero con doppio giunto cardanico                                                                      | ad albero con doppio giunto cardanico                                                                      |
| Avviamento                                                             | elettrico                                                                                                  | elettrico                                                                                                  | elettrico                                                                                                  | elettrico                                                                                                  | elettrico                                                                                                  |
| Ciclistica                                                             | | | | | |
| Telaio                                                                 | monotrave superiore                                                                                        | monotrave superiore                                                                                        | monotrave superiore                                                                                        | monotrave superiore                                                                                        | monotrave superiore                                                                                        |
| Sospensioni                                                            | Anteriore: forcella a steli rovesciati da 40 mm / Posteriore: forcellone oscillante con monoammortizzatore | Anteriore: forcella a steli rovesciati da 40 mm / Posteriore: forcellone oscillante con monoammortizzatore | Anteriore: forcella a steli rovesciati da 40 mm / Posteriore: forcellone oscillante con monoammortizzatore | Anteriore: forcella a steli rovesciati da 40 mm / Posteriore: forcellone oscillante con monoammortizzatore | Anteriore: forcella a steli rovesciati da 40 mm / Posteriore: forcellone oscillante con monoammortizzatore |
| Freni                                                                  | Anteriore: doppio freno a disco da 320 mm / Posteriore: freno a disco singolo da 282 mm                    | Anteriore: doppio freno a disco da 320 mm / Posteriore: freno a disco singolo da 282 mm                    | Anteriore: doppio freno a disco da 320 mm / Posteriore: freno a disco singolo da 282 mm                    | Anteriore: doppio freno a disco da 320 mm / Posteriore: freno a disco singolo da 282 mm                    | Anteriore: doppio freno a disco da 320 mm / Posteriore: freno a disco singolo da 282 mm                    |
| Pneumatici                                                             | anteriore 120/70-17 posteriore 180/60-17                                                                   | anteriore 120/70-17 posteriore 180/60-17                                                                   | anteriore 120/70-17 posteriore 180/60-17                                                                   | anteriore 120/70-17 posteriore 180/60-17                                                                   | anteriore 120/70-17 posteriore 180/60-17                                                                   |
| Fonte dei dati:                                                        | | | | | |